# Buena Vista 3.ª Sección (Boca de Escoba)
Buena Vista 3.ª Sección (Boca de Escoba) es una localidad del municipio de Centro ubicado en la subregión centro del estado mexicano de Tabasco.

## Geografía
La localidad de Buena Vista 3.ª Sección (Boca de Escoba) se sitúa en las coordenadas geográficas 18°10′32″N 92°43′00″O / 18.175556, -92.716667, a una elevación de 10 metros sobre el nivel del mar.

## Demografía
Según el Conteo de Población y Vivienda 2020, efectuado por el Instituto Nacional de Estadística y Geografía, la localidad de Buena Vista 3.ª Sección (Boca de Escoba) tiene 170 habitantes, de los cuales 84 son del sexo masculino y 86 del sexo femenino. Su tasa de fecundidad es de 2.83 hijos por mujer y tiene 44 viviendas particulares habitadas.
| Gráfica de evolución demográfica de Buena Vista 3.ª Sección (Boca de Escoba) entre 1970 y 2020 |
|                                                                                                |
| INEGI.                                                                                         |